# Dafni-Ymittos
Dafni-Ymittos (Grieks: Δάφνη-Υμηττός) is sedert 2011 een fusiegemeente (dimos) in de Griekse bestuurlijke regio (periferia) Attica. Het is - in oppervlakte - de kleinste gemeente van het land.
De twee deelgemeenten (dimotiki enotita) van de fusiegemeente zijn:
- Dafni (Δάφνη)
- Ymittos (Υμηττός), Nederlands: Hymettos[3]